# Parque nacional Rodna
El Parque nacional Rodna (en rumano: Parcul Naţional Rodna) es un área protegida (parque nacional de la categoría II de la UICN), situado en Rumania, en el territorio administrativo de los condados de Bistrita-Nasaud, Maramures y Suceava.
El parque nacional está ubicado en el norte de Rumania, en las montañas Rodna, una subdivisión de los Cárpatos Orientales.
El parque nacional Rodna cuenta con una superficie de 46.599 hectáreas y fue declarado área natural protegida por la Ley Número 5, del 6 de marzo de 2000 (publicado en el libro oficial rumano número 152 del 12 de abril de 2000). 